# Oak Creek (Wisconsin)
Oak Creek è una città degli Stati Uniti d'America, situata in Wisconsin, nella Contea di Milwaukee.